# Nicolas Bidet
Pour les articles homonymes, voir Bidet.
Nicolas Bidet, né à Reims en août 1709 et mort à Reims le 15 février 1782, fils de Claude Bidet de Juzancourt et de Marie Madeleine Dallier.
Cet agronome français fut viticulteur et membre de l'académie impériale d'agriculture de Florence en Toscane.
Il fut aussi officier de la Chambre et des Ecuries du Roy et sommelier de la reine Marie-Antoinette.

## Publications
- Traité sur la nature et sur la culture de la vigne : sur le vin, la façon de le faire et la manière de bien gouverner. A l'usage des différents vignobles du Royaume de France revue par Duhamel du Monceau, 1752.  2e édition très augmentée, Paris, Savoye, 1759. Il s'agit pour Gérard Oberlé d'un des ouvrages capitaux du XVIIIe siècle sur la viticulture. Paris : Claude Tchou pour la Bibliothèque des Introuvables, Collection Œnologie, 1999. Texte en ligne 1 2